# 아로스 차우파

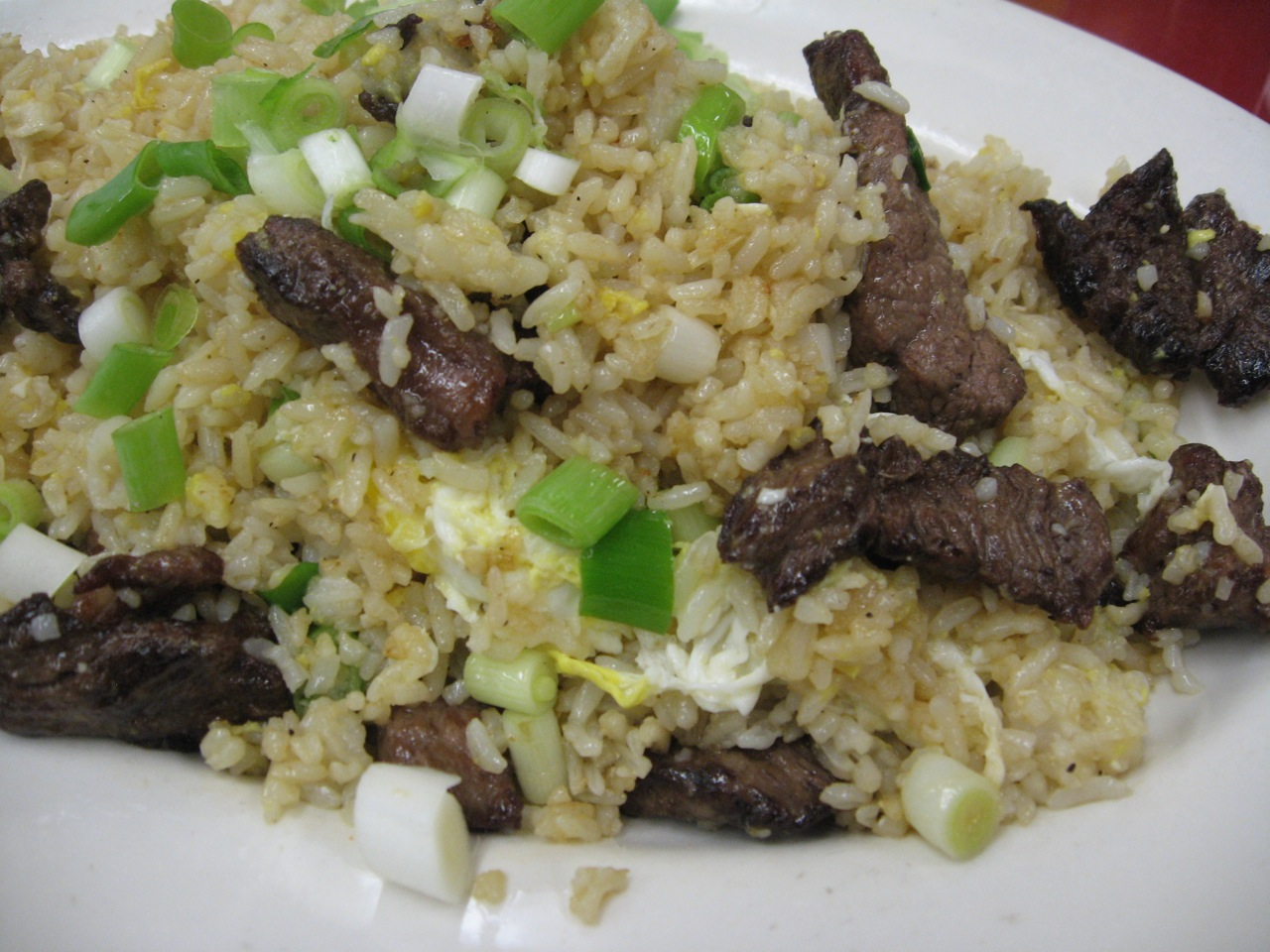
아로스 차우파

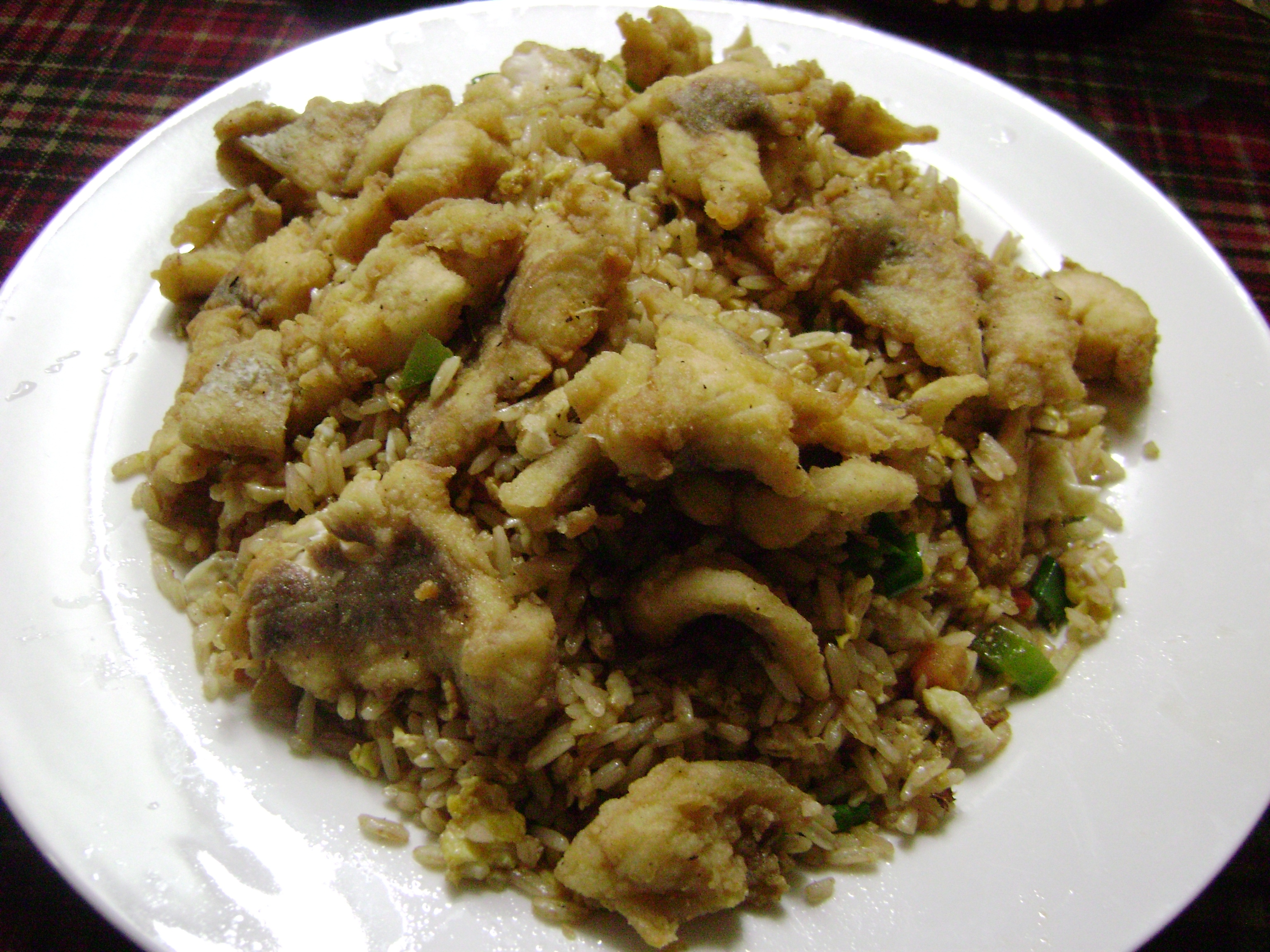

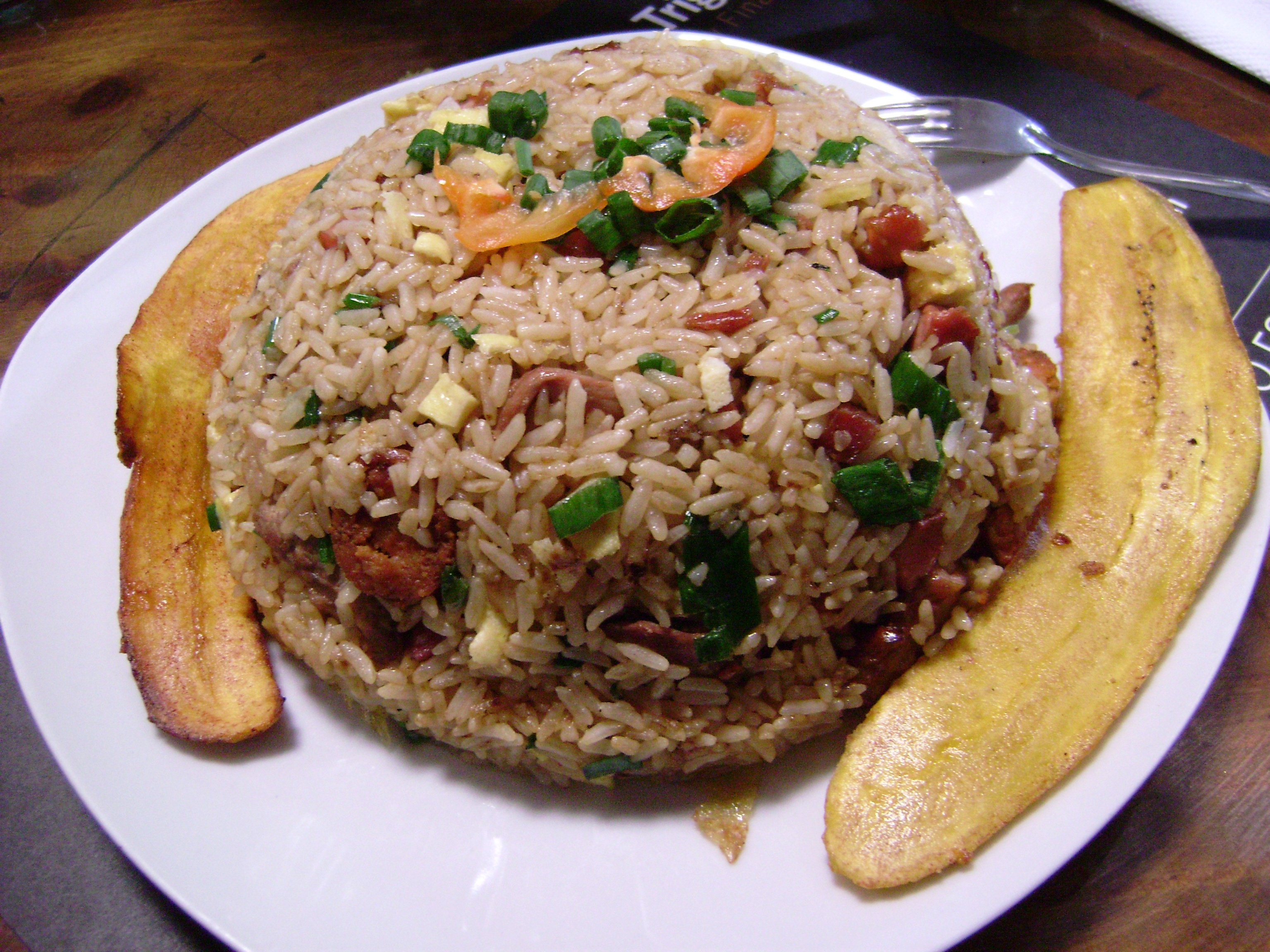

아로스 차우파는 페루의 볶음밥 음식이다. 그것은 주로 양파, 계란, 닭고기를 포함한 야채와 볶음밥을 섞은 것으로 센 화염으로 빠르게 조리되며 종종 간장과 기름으로 냄비에 넣어 조리된다. 페루에 중국 이민자 유입으로 인해 중국 음식의 영향을 많이 받는다. 에콰도르에서는 비슷한 음식이 차울라판으로 알려져있다. 
일반적으로 사용되는 고기는 돼지고기, 쇠고기, 닭고기 및 새우이다. 
일부 지역에서는 쌀이 퀴노아 또는 진주밀로 대체되고 다른 지역에서는 쌀이 국수와 섞인다. 

## 같이 보기
- 볶음밥
- 페루 요리